# هانس بندر
هانس بندر (بالألمانية: Hans Bender)‏ هو كاتب غير روائي وعالم نفس وطبيب ألماني، ولد في 5 فبراير 1907 في فرايبورغ في ألمانيا، وتوفي بنفس المكان في 7 مايو 1991.

## وصلات خارجية
- هانس بندر على موقع مونزينجر (الألمانية)